# Warnow (Fluss)
Die 155 Kilometer lange und teils staugeregelte Warnow ist ein Fluss in Mecklenburg-Vorpommern, der in die Ostsee mündet. Das Einzugsgebiet der Warnow umfasst 3324 km².

## Name
Der Fluss wurde 1171 als Warnowe erstmals schriftlich erwähnt. 
Der Name wird [ˈvaʁnoː] ausgesprochen, ist aus dem Slawischen abgeleitet und bedeutet Krähen- oder Rabenfluss. Manche Autoren vermuten andererseits einen Namenszusammenhang mit dem germanischen Stamm der Warnen, der wohl im westlichen Mecklenburg siedelte, bevor er im 2. und 3. Jahrhundert n. Chr. überwiegend nach Thüringen abwanderte. Der antike Geograf Claudius Ptolemäus wiederum, der als Erster geografische Koordinaten verwendete, erwähnt um 150 nach Chr. mit etwa zur Warnow passenden Daten die Mündung eines Flusses namens Χαλοῦσος (lat.: Chalusus). Der Sprachwissenschaftler Albrecht Greule sieht einen Zusammenhang mit dem urindogermanischen *h2uer- mit der Bedeutung „feucht sein“.

## Flusslauf

### Oberwarnow

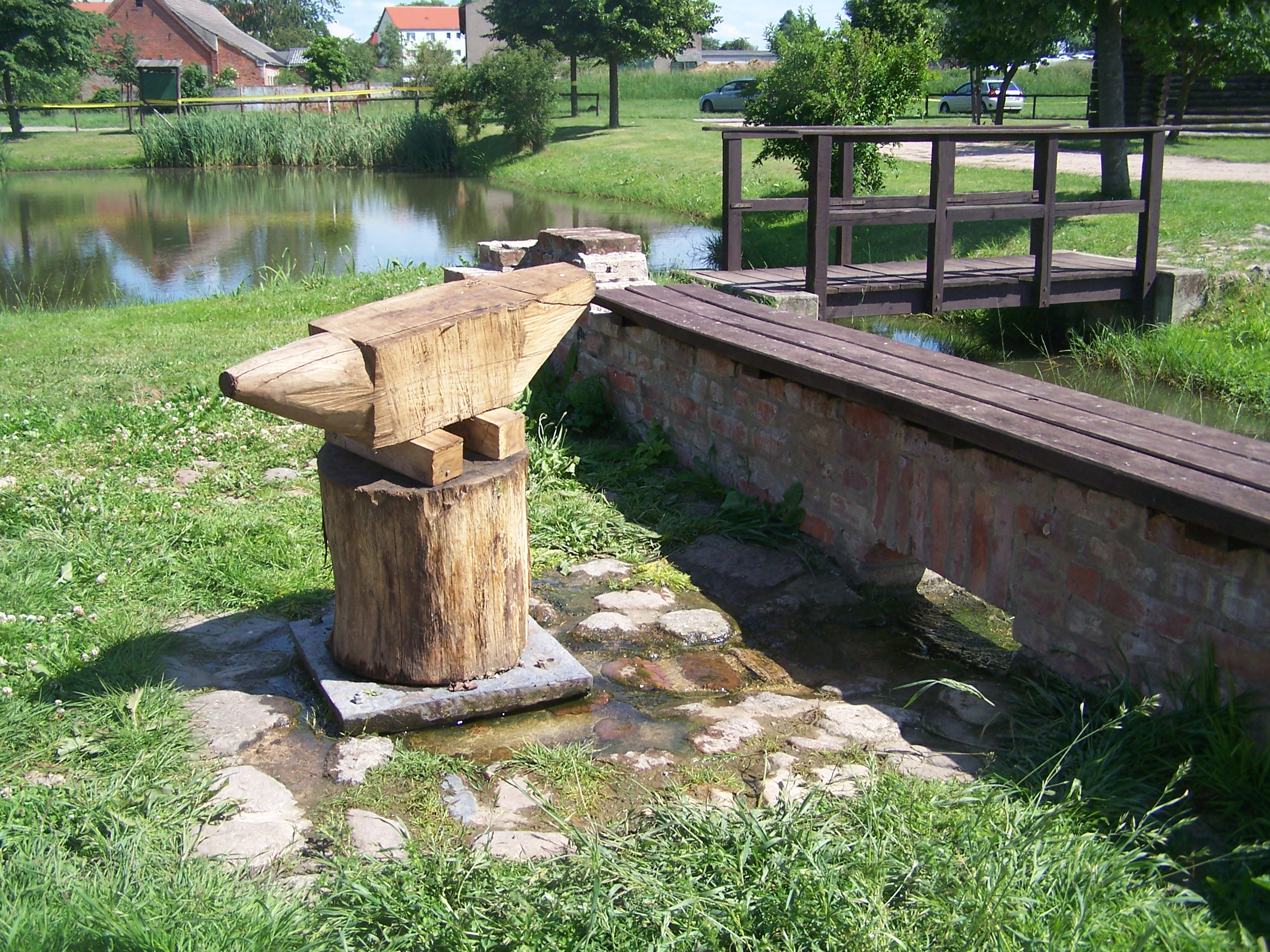
Warnowquelle in Grebbin

Die Warnow entspringt in Mecklenburg im Landkreis Ludwigslust-Parchim etwa 30 Kilometer östlich der Landeshauptstadt Schwerin in Grebbin – der Sage nach direkt unter dem Amboss der ehemaligen Dorfschmiede.
Nördlich von Grebbin münden mehrere Gräben, unter anderem der Streitgraben, in die Warnow. Von hier aus fließt der Fluss in westlicher Richtung, dabei durch den Barniner See und dann weiter in Richtung Schweriner See, ohne aber diesen zu erreichen. Fünf Kilometer vor dessen Ostufer knickt sie in Richtung Norden ab. Hinter Karnin bildet die Warnow ein kleines, unter Naturschutz stehendes Durchbruchstal. Danach knickt der Fluss nach Nordosten ab und durchläuft nach wenigen Kilometern durch Wiesen später den Mickowsee. Anschließend macht die Warnow ihren Weg durch die wenig besiedelte Sternberger Seenplatte, ohne noch weitere Seen zu berühren.
In Weitendorf fließt der Brüeler Bach in die Warnow. Östlich des Dorfes beginnt ein tief eingeschnittener Abschnitt des Flusslaufes mit schneller Strömung. Bei Groß Görnow nördlich von Sternberg durchschneidet sie in einem bis zu 40 Meter tiefen Durchbruchstal eine eiszeitliche Moräne und verliert zwischen Sagsdorf und Eickhof auf neun Flusskilometern acht Höhenmeter. In diesem Abschnitt nimmt sie das Wasser der Mildenitz auf, die kurz vorher den Großen Sternberger See durchflossen hat. Dieser Bereich steht ebenfalls als Durchbruchstal der Warnow und Mildenitz unter Naturschutz.

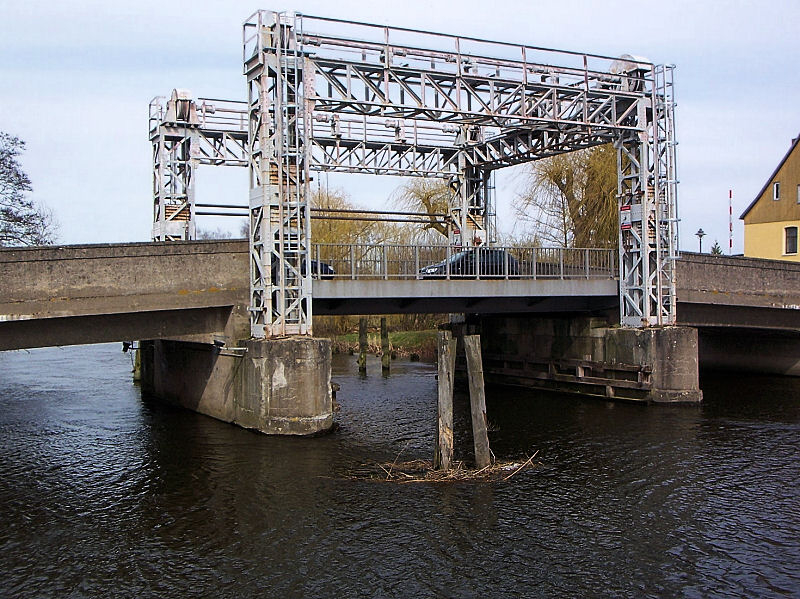
Ehemalige Hubbrücke über die Warnow in Schwaan

Bei Eickhof wird das Tal wieder breit und bei dem Dorf Warnow liegt ihr Wasserspiegel nur noch 2,5 Meter über dem Meer. Anschließend erreicht sie Bützow, die erste Stadt auf ihrem bisherigen Weg, wo die Nebel in sie einmündet. Etwa 15 Kilometer weiter nördlich durchfließt die Warnow die Kleinstadt Schwaan. Links in Fließrichtung mündet hinter der Hubbrücke im Ortskern die Beke.
Bis in die 1950er Jahre gab es Schiffsverkehr zwischen Rostock und Schwaan. Dieser wurde später wegen der unter Naturschutz stehenden Uferzone eingestellt.
Danach werden die Orte Damm, Pölchow und Papendorf passiert. Hier befinden sich mehrere ehemalige Ziegeleien, in denen für die Stadt Rostock und Orte in der Umgebung Ziegel gebrannt und verschifft wurden. An einigen Stellen kann man noch Reste der Verladestationen, so die sogenannte Warnow-Halle in Papendorf, sowie eine Vielzahl von Torf- und Tongruben erkennen.
Seit im Mittelalter am Mühlendamm in Rostock ein Wehr zum Betrieb von Wassermühlen angelegt wurde, bildet dieses die Grenze zwischen dem Süßwasserfluss Oberwarnow und dem Brackwasser der Unterwarnow.
Für eine im 19. Jahrhundert geplante Wasserstraßenverbindung von Rostock nach Berlin wurde 1882 am Mühlenstau in Rostock eine Schleuse eingebaut. 1895/96 wurden dann die fast 37 Kilometer lange Strecke der Oberwarnow von Rostock bis Bützow und der Unterlauf der Nebel von der Warnow bis Güstrow (Bützow-Güstrow-Kanal) zur Warnow-Nebel-Wasserstraße ausgebaut. In den Folgejahren gab es im Sommer regen Ausflugsverkehr auf dem Fluss zwischen Rostock, Schwaan, Bützow und Güstrow, der auch für die Künstlerkolonie Schwaan wichtig wurde.
Noch 1939 wurde die Oberwarnow zwischen Rostock und Bützow begradigt, doch weitere Planungen in Richtung Berlin wurden nie verwirklicht.
In den 1930er Jahren konnten auf der Oberwarnow Schiffe bis 400 Tonnen und weiter bis Güstrow bis 250 Tonnen Ladefähigkeit verkehren. Der Güterverkehr zwischen Bützow und Güstrow hatte schon damals praktisch keinerlei Bedeutung mehr, ebenso wenig der flussaufwärts führende Verkehr. Flussabwärts wurden auf dem Abschnitt zwischen Bützow und Rostock vor allem Zucker, Zuckerrüben und Getreide transportiert, die in Rostock teilweise auf das Meer verschifft wurden. Kies und Mauersteine von den Ziegeleien am Fluss waren vor allem für den Rostocker Verbrauch bestimmt.
Der ohnehin nicht starke Schiffsverkehr ging nach 1945 weiter zurück. Mitte der 1960er Jahre verkehrte noch zweimal wöchentlich in der Saison ein Ausflugsschiff zwischen Rostock und Schwaan. Ansonsten passierten etwa 20 Schiffe jährlich die Hubbrücke Schwaan, vor allem Reparaturschiffe und Schiffe der Wasserschutzpolizei, nur sehr selten Frachtschiffe.
Die Stadt Rostock bezieht aus der Warnow oberhalb des Mühlendamms das Trinkwasser. In der Schutzzonenordnung für das Trinkwasserschutzgebiet „Warnow“ wurden per Erlass vom 27. März 1980 durch den Bezirkstag Rostock umfassende Nutzungseinschränkungen festgelegt, die im Wesentlichen bis heute Bestand haben. Das Befahren der Oberwarnow ist nur mit batteriebetriebenen Motorbooten sowie Ruder- und Paddelbooten erlaubt. Eine touristische Warnow-Schifffahrt zwischen Bützow, Schwaan und Rostock wurde deshalb im Jahr 2009 vom Umweltministerium weiterhin abgelehnt. Es gibt jedoch gelegentliche Fahrten mit einem kleinen Schiff mit Elektromotor zwischen Bützow und Schwaan.

### Unterwarnow

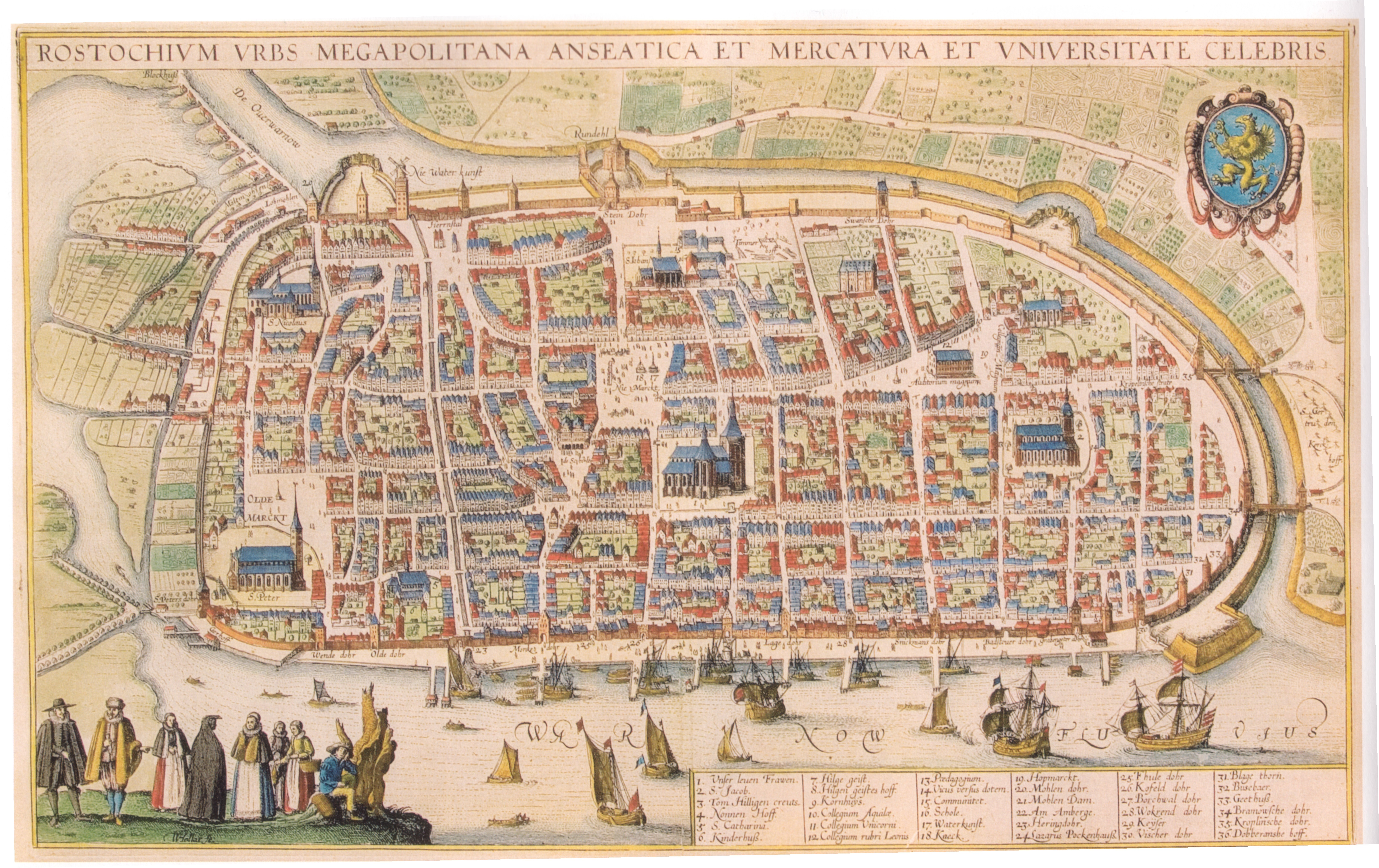
Rostock 1625, links hinten der Mühlendamm mit Mühlenstau

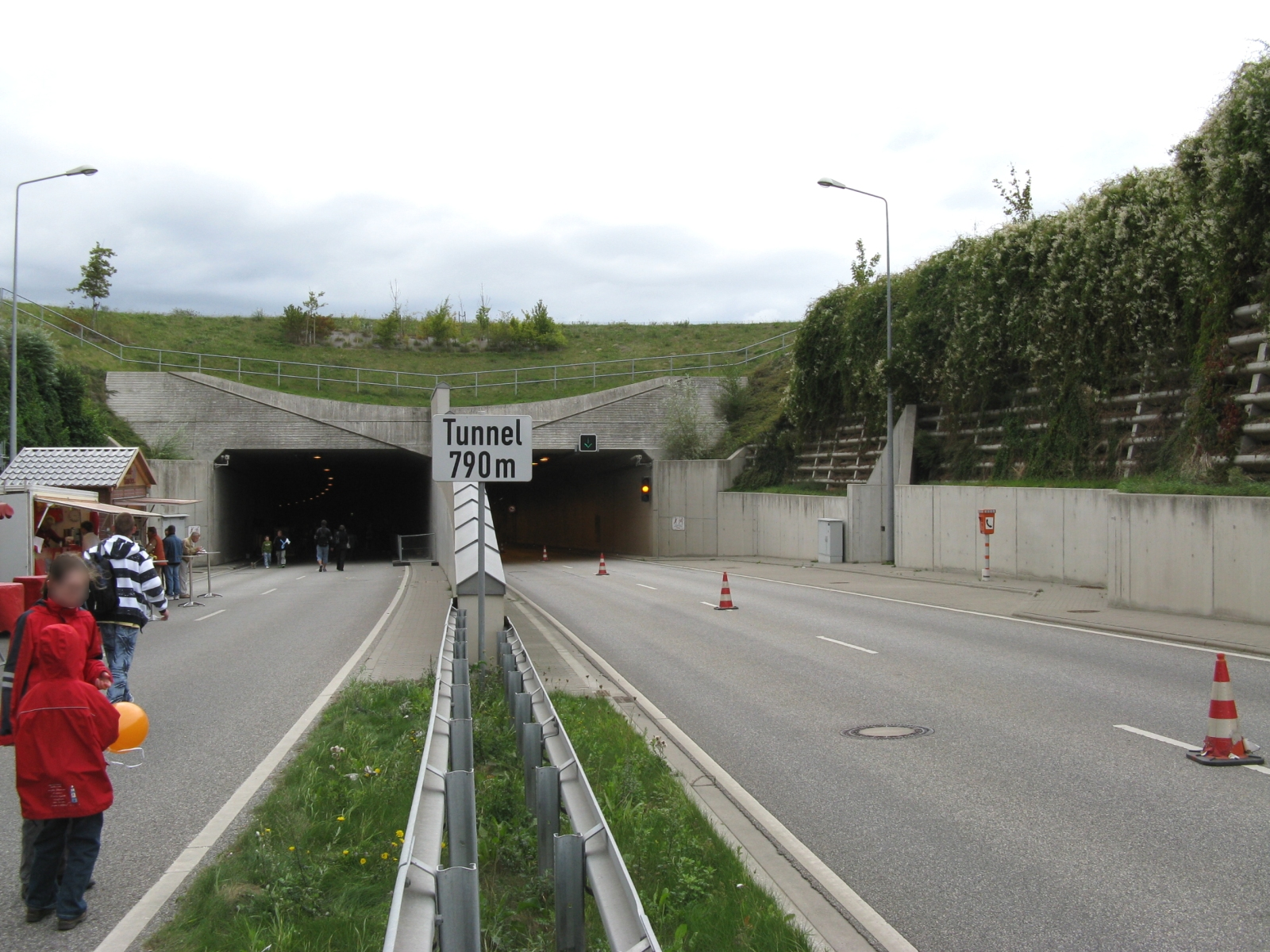
Warnowtunnel

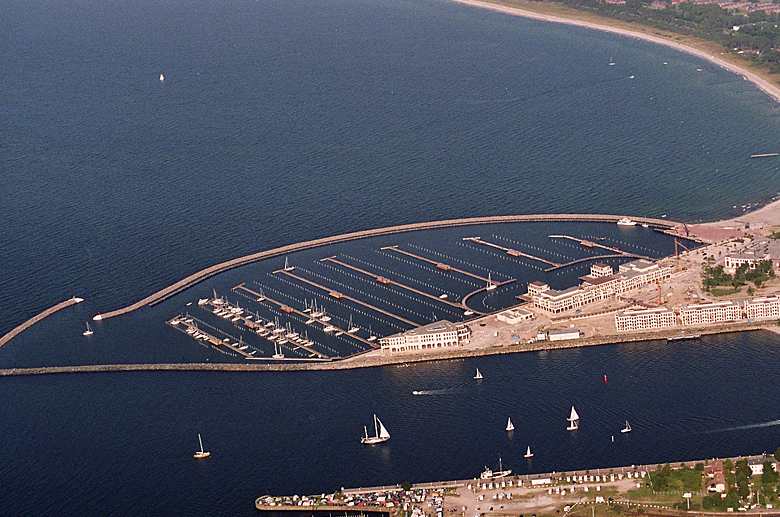
Einmündung des Neuen Stroms in die Ostsee in Warnemünde

Das letzte Stück des schmalen Flusslaufs unterhalb des Mühlendamms vom Zusammenfluss des Wehrarms und Schleusenkanals Mühlendamm bis zur Einmündung in das breite Ästuar nördlich des Petridamms wurde Kleine Unterwarnow genannt. 1915 wurde dieser Flussarm fast gänzlich zugeschüttet, nachdem 1912 östlich davon eine „Neue Unterwarnow“ geschaffen worden war. An den Ufern des heutigen i.M. nur 50 Meter breiten Gewässerabschnitts Mühlendamm-Rostocker Osthafen befinden sich die Boots- und Vereinshäuser einiger Ruder-, Segel-, Kanu- und Angelvereine.
Hydrologisch ist die Unterwarnow kein Fließ-, sondern ein inneres Küstengewässer wie Förden, Bodden und Haffe denn ihr Salzgehalt ist ebenso hoch wie der der Wismarbucht und höher als der der offenen Ostsee an der Darßer Schwelle und die meerwärts gerichtete Strömung gering gegenüber anderen. Ein erheblicher Teil der Unterwarnow ist auch mit hochseetüchtigen Schiffen befahrbar. Sie zieht sich zunächst in westliche, dann in nördliche Richtung bis hinunter zum haffartigen Breitling, wo sie sich von etwa 500 Meter auf etwa 3000 Meter verbreitert. Hier liegt der Überseehafen. Kurz vor dem Breitling wird die Unterwarnow zwischen der Hanse Messe und dem Hafengelände vom Warnowtunnel unterquert, dem ersten privat finanzierten, mautpflichtigen Tunnel Deutschlands.
Die Verbindung der Unterwarnow zur offenen Ostsee beim Rostocker Ortsteil Warnemünde heißt Neuer Strom (zeitweise auch Neue Warnow) und ist ein 1903 angelegter und 1958 erweiterter Kanal, der seit 1996 eine Fahrrinnentiefe von 14,30 m besitzt.
Auch der heute Alter Strom (zeitweise auch Alte Warnow) genannte Mündungsarm, heute nur mit einem Durchlass zum Wasseraustausch mit der Unterwarnow verbunden, war ein künstliches Fahrwasser. Er wurde 1423 angelegt, nachdem 1420 eine Sturmflut das natürliche Seegatt unpassierbar gemacht hatte.

## Wasserscheide
Die Warnow-Quelle liegt an der Nordsee-Ostsee-Wasserscheide. Dies bedeutet, dass die nur kurzen Bäche und Gräben, die auf der südlichen Seite des Höhenzugs zwischen Grebbin und Parchim entspringen, über die Elde und Elbe in die Nordsee fließen, während die Warnow in die Ostsee entwässert.

## Wasserstraße
Die Oberwarnow (OWa) von der Eisenbahnbrücke Rostock – Stralsund (km 140,96) bis zum Unterhaupt der Schleuse am Mühlendamm und die anschließende Flussstrecke Unterwarnow bis zum östlichen Ende des Stadthafens Rostock (km 143,00) mit insgesamt gut zwei Kilometer sind Binnenwasserstraße des Bundes der Klasse I. Von hier ab bis zur offenen Ostsee ist die Unterwarnow (UWa) eine Seewasserstraße des Bundes. Auf Oberwarnow und Unterwarnow gilt die Seeschifffahrtsstraßen-Ordnung. Zuständig ist das Wasserstraßen- und Schifffahrtsamt Ostsee.
Die Warnow war Reichswasserstraße, wurde im Abschnitt Güstrow–Südkante der Eisenbahnbrücke Rostock–Stralsund (Wa-km 37,00) nicht Bundeswasserstraße, da dieser am 1. Oktober 1989 zwar von den Wasserwirtschaftsbehörden der DDR verwaltet, jedoch bis zum 25. Dezember 1993 nicht von der Wasserstraßen- und Schifffahrtsverwaltung des Bundes übernommen wurde, weswegen eine Rückübertragung ausgeschlossen ist. Sie gilt in diesem Abschnitt als sonstiges, mit den Wasserstraßen verbundenes Gewässer.

## Flora

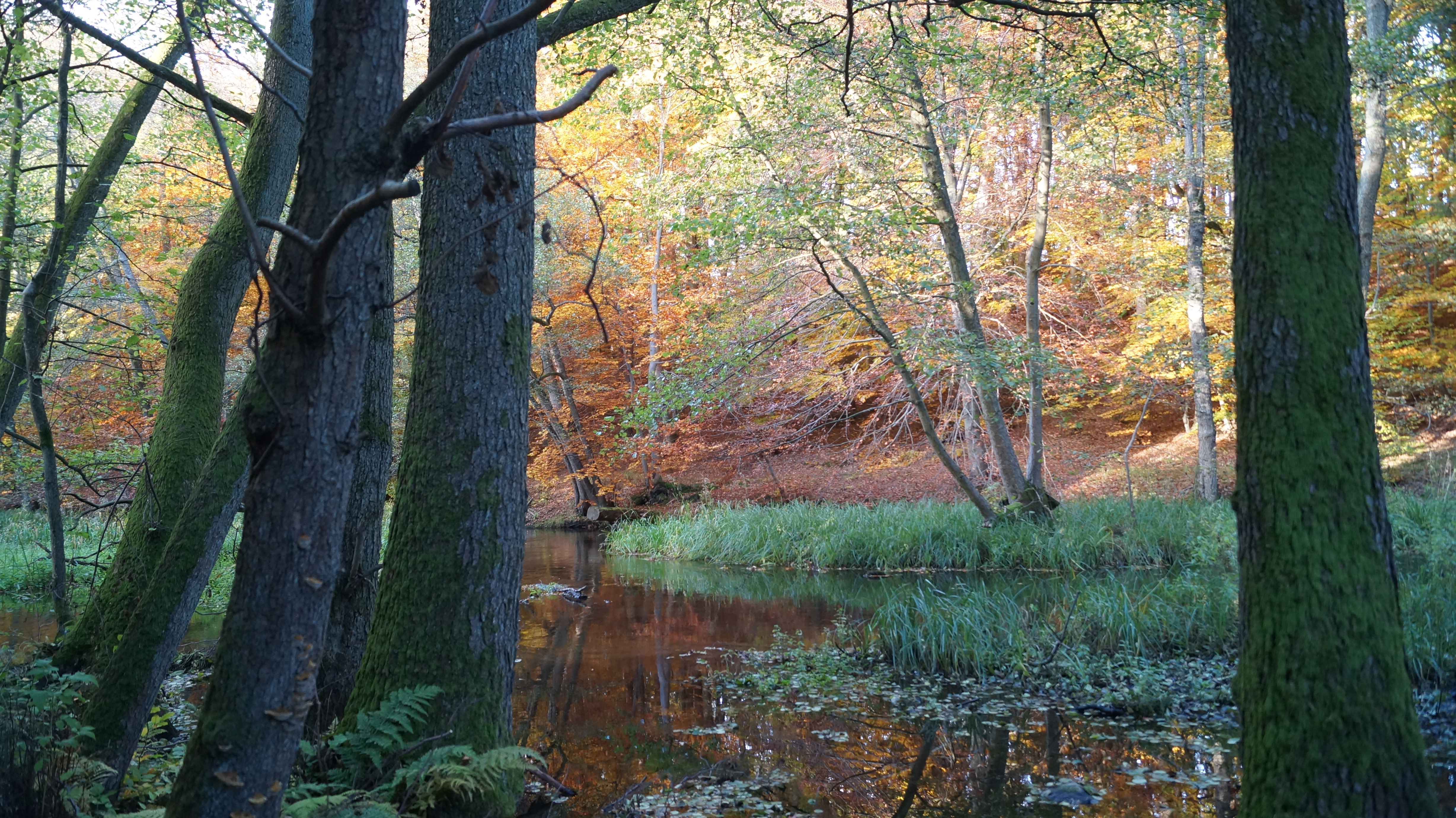
Warnow in Gädebehn

Das Einzugsgebiet der Warnow ist Heimat für viele gefährdete und geschützte Pflanzen. So wachsen hier zum Beispiel Orchideen, Wollgras, Sonnentau, Moose, Farne, Schachtelhalme, Seerosen oder die Krebsschere. Die Wachstumsbedingungen sind verschieden. So sind in den Niedermoorbereichen und den Durchbruchstälern vor allem Moose und Farne beheimatet. Im Umland hingegen sind Feuchtwiesen und Grasland verbreitet, auf denen Trollblumen, Wiesenknöterich, Breitblättriges Knabenkraut und verschiedene Sauergräser blühen. Sind die Talhänge nicht bewaldet, wachsen dort Magerrasen und magere Fettweider. Die Wachstumsbedingungen in und auf den Gewässern haben sich durch die Überdüngung der landwirtschaftlichen Flächen verändert. Durch diese Stoffeinträge kommt es zur Eutrophierung und nährstoffliebende Pflanzen wie der Breitblättrige Rohrkolben verdrängen ursprüngliche Arten wie das Hornkraut oder die See- und Teichrosen. Die Ufer sind weitgehend natürlich, zum Teil Sümpfe, Bruchwald, aber auch Mischwald und Sandlandschaften.

## Fauna

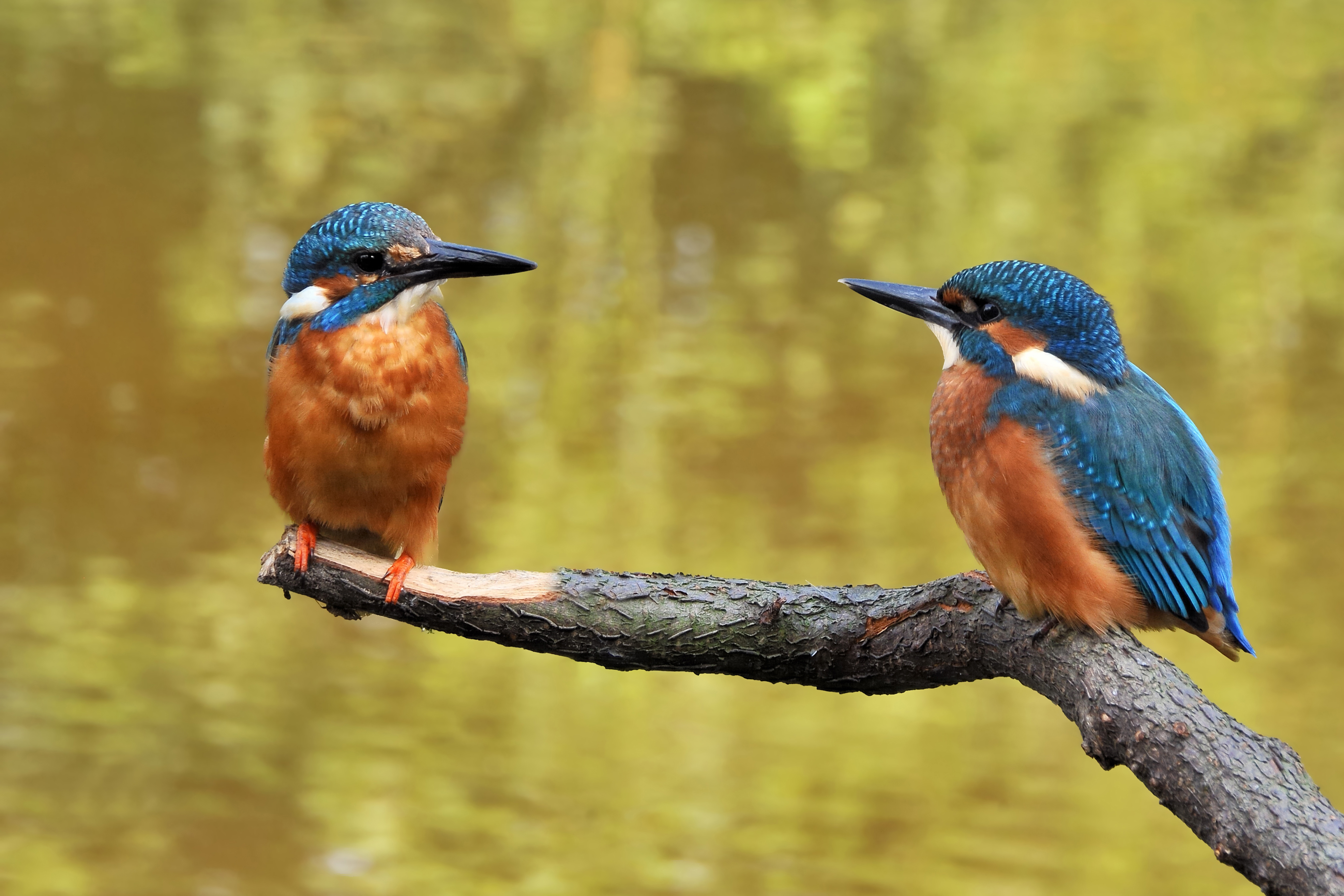
Eisvögel

Im Fluss leben u. a. Aale, Barsche, Hechte, Karpfen, Forellen, Welse und Zander. Im Einzugsgebiet der Warnow ist eine sehr vielfältige Tierwelt zu finden. Ebenso wie bei den Pflanzen sind viele der hier lebenden Tiere gefährdet oder geschützt. Von den 29 ansässigen Fischarten (z. B. Wels, Steinbeißer, Meerforelle) werden 11 als gefährdet eingestuft. Einige in der Warnow lebende Arten wie der Europäische Stör und die Finte sind inzwischen ausgestorben. Auch der Biber und der Fischotter sind an der Warnow ansässig, wobei besonders die Biberpopulation in jüngster Zeit wieder zunimmt. Seine Verbreitung ist hauptsächlich auf die Mittlere Warnow beschränkt, während der Fischotter im gesamten Gebiet anzutreffen ist. Der Waschbär als Neozoen hat sich innerhalb weniger Jahrzehnte an der Warnow ausgebreitet. Die mittlere Warnow ist auch Heimat des Kormoran, Eisvogels und des Siebenschläfers. In den moorigen schattigen Bereichen sind Frösche, Lurche und Echsen zu finden.

## Zuflüsse
- Mildenitz, mündet wenige hundert Meter nördlich von Sternberger Burg
- Nebel, mündet bei Bützow
- Zarnow, mündet hinter Reez
- Brüeler Bach, mündet bei Weitendorf
- Temse, Zufluss aus dem Bützower See
- Beke, mündet bei Schwaan
- Kösterbeck, mündet bei Kessin
- Carbäk (mündet in die Unterwarnow)
- Schmarler Bach (mündet in die Unterwarnow)
- Peezer Bach (mündet in den Breitling)
- Moorgraben (mündet in den Breitling)

## Tourismus
Die Warnow wird oft von Kanus und Paddelbooten befahren – sowohl auf Tagesausflügen als auch auf mehrtägigen Touren, die sich auch auf die Zuflüsse ausdehnen lassen (z. B. nach Sternberg über die Mildenitz). Entlang der Warnow gibt es mehrere Wasserwanderrastplätze und Zeltplätze.
Die Unterwarnow dient vielen Seglern als Heimatrevier. Neben Jollenseglern sind durch zahlreiche kleine Vereine und Marinas etliche Kielschiffsegler an der Unterwarnow beheimatet.